# ISO 3166-2:MZ

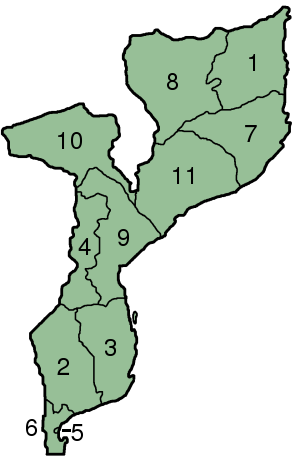
Mapas de subdivisiones de Mozambique

ISO 3166-2:MZ es la entrada para Mozambique en ISO 3166-2, parte de los códigos de normalización ISO 3166 publicados por la Organización Internacional de Normalización (ISO), que define los códigos para los nombres de las principales subdivisiones (p.ej., provincias o estados) de todos los países codificados en ISO 3166-1.
En la actualidad, para Mozambique los códigos ISO 3166-2 se definen para 1 ciudad y 10 provincias. Maputo es la capital del país y tiene un estatus especial, equiparable al de las provincias.
Cada código consta de dos partes, separadas por un guion. La primera parte es MZ, el código ISO 3166-1 alfa-2 para Mozambique. La segunda parte tiene, según el caso:
- una letra: provincias
- tres letras: ciudad

## Códigos actuales
Los nombres de las subdivisiones se ordenan según el estándar ISO 3166-2 publicado por la Agencia de Mantenimiento ISO 3166 (ISO 3166/MA).
Pulsa sobre el botón en la cabecera para ordenar cada columna.
| Código | Nombre de la subdivisión (pt) | Categoría de la subdivisión |
| ------ | ----------------------------- | --------------------------- |
| MZ-MPM | Maputo                        | ciudad                      |
| MZ-P   | Cabo Delgado                  | provincia                   |
| MZ-G   | Gaza                          | provincia                   |
| MZ-I   | Inhambane                     | provincia                   |
| MZ-B   | Manica                        | provincia                   |
| MZ-L   | Maputo                        | provincia                   |
| MZ-N   | Nampula                       | provincia                   |
| MZ-A   | Niassa                        | provincia                   |
| MZ-S   | Sofala                        | provincia                   |
| MZ-T   | Tete                          | provincia                   |
| MZ-Q   | Zambézia                      | provincia                   |